# Borivoje Grbić
Borivoje Grbić (Belgrado, 21 gennaio 1972) è un fumettista e illustratore serbo.
Fra i suoi lavori principali si possono citare "Faktor 4" (sceneggiatore: Milan Konjević), "Munja" (sceneggiatore: Zoran Stefanović, Zdravko Zupan), "Mobijeva kopilad" (sceneggiatore: Bojan Milojević - Asterian) och "Vekovnici" (sceneggiatore: Marko Stojanović). Segretario dell Associazione dei fumettisti serbi.